# Замок Скрайн
Замок Скрайн (англ. Skryne Castle, ірл. Caislean na Scríne, Caisleán Scrín Cholm Cille) — замок на Скріне, замок Скрін Холм Кілле, замок Храму Холма Кілле (Холм Кілле — ірландський святий) — один із замків Ірландії, розташований в графстві Міт. Руїни замку стоять на вершині високо пагорба — 500 футів над рівнем моря.

## Історія замку Скрайн
Перший замок Скрін побудував на цьому місці норманський феодал Адам де Фейпо наприкінці ХІІ століття після англо-норманського завоювання Ірландії в 1171 році. Перший замок був дерев'яним — збудованим в стилі «мотт-та-бейлі» — дерев'яний замок на штучному спеціально насипаному для цього кургані. Замок стоїть недалеко  всього в 5 хвилинах їзди від пагорба Тари — сакрального місця Ірландії, де колись стояла столиця стародавньої Ірландії — резиденція верховного короля Ірландії. Замок довгий час використовувався як каплиця. Нині замок стоїть у руїнах.
У жовтні 1171 року король Англії Генріх ІІ відвідав завойовану Ірландію з метою впорядкування завойованих територій. Покинув Ірландію він в квітні 1172 році. Величезні території він дарував феодалам Джону де Курсі — в Ольстері, Річарду де Клеру — в Лейнстері та графу Пемброку, що став відомий як граф Стронгбоу- в різних частинах Ірландії. Територія нинішнього графства Міт дісталася феодалу Х'ю де Лейсі. Дублін та деякі прибережні території король Англії лишив як свої особисті володіння. Х'ю де Лейсі почав будувати замки для захисту завойованих земель від непокірних ірландських кланів. Землі Скрайн він дарував своєму васалу — лицареві Адаму де Фейпо, який в свою чергу дарував землі 20 своїм васалам.
Замок Скрайн згадується в літературі того часу, зокрема в поезії ХІІ століття, в «Пісні про Дермота та графа»: «… І на замок Скрайн він грамоту дарував, Адамо де Фепоу він його дав…». Нині, 800 років по тому маєток Скрайн належить прямому нащадку тих лицарів. Перший замок Скрайн до 1175 року вже був побудований. Потім замок неодноразово руйнувався, відбудовувався і перебудовувася. Лицарі де Фейпо отримали титул барона до 1300 року. Титул барона Скрайн існував до 1600 року, коли носії цього титули вимерли. Замок був закинутий і поступово перетворювався на руїну. Замок був частково відновлений у 1800 році. Біля замку був старовинний цвинтар, де колись були поховані лицар Адам де Фейпо та його син Річард. Поруч була королівська дорога. Маєток був площею 1266 акрів землі, були млини і ставки. На пагорбі стояла старовинна церква Святого Колмкілле, яку відбудував Річард де Фейпо. Ще біля замку була церква святого Лаврентія, яку збудували феодали де Фейпо в 1341 році. Поруч був монастир, що був збудований в XV столітті. Недалеко від руїн замку є паб «О'Коннел» де можна скуштувати чудове ірландське пиво.